# Anglo-Österreichische Bank
De Anglo-Österreichische Bank, afgekort Anglobank, was een Oostenrijkse bank met een hoofdkantoor in Wenen. Hij werd in 1864 met behulp van Brits kapitaal opgericht. 
Voordat de Eerste Wereldoorlog uitbrak nam de bank een leidende positie in bij de financiering van de Boheemse bruinkoolwinning. In 1913 had het bedrijf 43 vestigingen; iets minder dan Wiener Bankverein, maar bijna tweemaal zoveel als Creditanstalt. Na de oorlog kreeg de bank als doel om West-Europees kapitaal in Oostenrijk te krijgen. Het project mislukte, waarop de bank in 1926 werd overgenomen door Creditanstalt. 